# Nachtfahrt TV
Nachtfahrt TV ist eine wöchentliche Talk- und Unterhaltungssendung mit einer Sendungsdauer von 30 Minuten, die auf verschiedenen deutschen Fernsehsendern ausgestrahlt wird. Moderator der Sendung war ursprünglich Sven Flohr. Mit der Sendung vom 13. August 2011 hat Natalie Langer die Moderation übernommen.

## Sendungskonzept
In jeder Sendung kommen ein bis zwei prominente Gäste aus den Bereichen Musik, Politik, Sport und Unterhaltung zu Wort. In Einzeltalks sprechen sie über aktuelle Projekte oder auch ganz alltägliche Dinge. Obendrein geben Musiker einen Song akustisch zum Besten. Das Ganze findet in einem Nightliner statt, der durch die nächtlichen Straßen Hamburgs, Berlins oder anderer deutscher Städte fährt.

## Sendeplätze
Nachtfahrt TV wird seit August 2010 von der in Hamburg sitzenden Produktionsgesellschaft Rodeostar für die Sender TV Berlin, iM1, MDF.1, Franken Fernsehen, OSF TV, Tele Südostschweiz und RFH produziert. Außerdem sind die Sendungen auf dem interaktiven Radioportal NewcomerRadio Deutschland zu hören. Die Ausstrahlungen erfolgen an unterschiedlichen Tagen und werden mehrfach wiederholt.